# Relaciones México-Somalia
Las naciones de México y Somalia establecieron relaciones diplomáticas en 1975. Ambas naciones son miembros de las Naciones Unidas.

## Historia
México y Somalia establecieron relaciones diplomáticas el 5 de agosto de 1975. Los vínculos se han desarrollado principalmente en el marco de foros multilaterales.
En noviembre de 2010, el gobierno de Somalia envió una delegación de tres miembros para asistir a la Conferencia de las Naciones Unidas sobre el Cambio Climático de 2010 en Cancún, México.
En abril de 2014, el entonces ministro de Finanzas de Somalia, Hussein Abdi Halane, participó en la Primera Reunión de Alto Nivel de la Alianza Global para la Cooperación Eficaz al Desarrollo, que tuvo lugar en Ciudad de México.
En 2016, empresas mexicanas lograron exportar 90 mil toneladas de maíz blanco no modificado genéticamente a la Oficina Regional del Programa Mundial de Alimentos (PMA) en Nairobi (Kenia); como resultado de una licitación destinada a apoyar a las poblaciones de Somalia y Sudán del Sur, países afectados por una de las sequías más grave de las últimas décadas en la región de África Oriental.

## Misiones Diplomáticas
- México está acreditado ante Somalia a través de su embajada en Adís Abeba, Etiopía.[4]
- Somalia no tiene una acreditación para México.